# 张江陵 (1929年)
张江陵（1929年—2005年），男，湖南双峰人，中国计算机器件与设备专家，曾任华中科技大学教授、博士生导师。